# Понеділок починається в суботу
«Понеділок починається в суботу» (рос. Понедельник начинается в субботу) — сатирико-фантастична повість братів Стругацьких, вперше опублікована у 1965 році. За мотивами повісті був написаний сценарій «Чародії» і 1982 року знятий однойменний фільм. Продовженням є повість «Казка про Трійку» 1968 року.

## Сюжет

### Метушня навколо дивана
Олександр Привалов, ленінградський програміст, під час відпустки біля Соловця підвозить автостопом двох співробітників місцевого інституту. Ті, дізнавшись ким працює Привалов, зауважують, що їм саме потрібен програміст. Оскільки, коли вони приїжджають до інституту, вже вечоріє, пасажири пропонують Привалову заночувати в будівлі Хатнакурніж їхньої установи — НДІЧАВО (Науково-дослідний інститут чародійства та ворожби) на вулиці Лукомор'я 13. Один із пасажирів попереджає про те, що там все «кумедно».
Привалов бачить такі дивовижі як напис «Кіт не працює», співробітниця Наїна Київна Горинич виявляється ворожкою, а сама споруда Хатнакурніж — хатинкою на курячих ніжках. Побачивши дзеркало, яке говорить, кота, що декламує казки та пісні, русалку на дереві і книгу, в якій весь час змінюється зміст, Привалов вирішує з цікавості залишитися в інституті. Прогулюючись вулицею Лукомор'я і сусіднім проспектом, він знаходить нерозмінний п'ятак та купує на нього різні речі. Це привертає увагу міліції, яка забирає Привалова до відділку і зобов'язує відшкодувати збиток, а п'ятак заміняють на звичайний. При цьому програміст помічає, що для міліціонерів такі випадки звичайна справа.
По поверненню в хатинку на курячих ніжках, Привалов виявляє пропажу дивана, яким цікавляться різні особи з надприродними можливостями. Привалов дізнається, що диван, насправді Транслятор двоходовий ТДХ-80Є Кітежградського заводу, був викрадений співробітником Віктором Корнєєвим для досліджень, коли його не вдалося добути через бюрократизм адміністратора Модеста Матвійовича. Вранці зникнення дивана стає всім відомим, на допомогу Привалову приходить Роман Ойра-Ойра, якого той підкинув до міста. Він вмовляє програміста вступити на роботу до НДІЧАВО, на що той погоджується.

### Суєта суєт
За пів року по тому, в передноворічну ніч, Олександр Привалов, тепер завідувач обчислювальним центром НДІЧАВО, залишається чергувати в інституті. Він приймає ключі у всіх начальників відділів. Перед ним проходить персонажі — маги Федір Симеонович Ківрін і Крістобаль Хозевич Хунта, пристосуванці Мерлін і Амвросій Амбруазович Вибігалло, директор інституту Янус Полуектович Невструєв, котрий одночасно і адміністратор А-Янус і учений У-Янус, та інші. Привалов починає обхід відділів інституту: Лінійного щастя, Сенсу життя, Абсолютного знання, Пророкувань і пророцтв, Оборонної магії, Вічної молодості, Універсальних перетворень. Обхід закінчується в лабораторії мага Віктора Корнєєва, який все ще працює. Привалов безуспішно намагається вигнати Корнєєва з лабораторії, а вийшовши з неї, виявляє, що в інституті повно співробітників. Вони продовжують працювати попри свято з девізом «Понеділок починається в суботу».
У цей час професор Вибігалло виростив гомункула під назвою «модель людини, незадоволеної шлунково», котрий поїдає все їстівне. За теорією Вибігалло, шлях до розвитку особистості лежить через задоволення матеріальних потреб, а дана модель є сходинкою до створення моделі Ідеальної Людини, «людини повністю задоволеної». Модель зрештою так об'їдається, що лускає.
Після сну Привалов намагається за допомогою магії створити собі сніданок, але замість цього стає свідком наради у директора інституту, де обговорюється питання про те, наскільки небезпечною може бути наступна модель. Професор Вибігалло хоче випробувати її прямо в інституті, тоді як інші досвідчені маги наполягають на полігонних випробуваннях за містом. Директор Янус Полуектович вирішує проводити випробування на полігоні, оскільки «експеримент буде супроводжуватися значними руйнуваннями».
Привалову вдається побачити випробування. «Модель людини, задоволеної повністю» має здатність задовольняти всі свої матеріальні потреби за допомогою магії. Гомункул магією переносить до себе всі матеріальні цінності та людей, а потім намагається згорнути простір. Цьому запобігає Роман Ойра-Ойра, який кидає в Ідеальну Людину пляшку з джином, і випущений джин знищує модель.

### Всіляка суєта
ЕОМ «Алдан», на якій працює Привалов, зламалася. Поки її ремонтують, Привалов подорожує по інституту і потрапляє у відділ Абсолютного Знання, де в цей момент демонструється машина, винайдена Луї Сідловим, на якій можна потрапити в вигадане минуле чи майбутнє.
Привалов погоджується на випробування машини і відправляється в майбутнє. Він спостерігає дивні зміни моди та архітектури і врешті потрапляє в епоху, коли люди, що відлетіли до далеких планет і зірок, повернулися на Землю знову. Він зауважує, що в цьому світі є Залізна Стіна, і дізнається, що за нею знаходяться території, всі кимось поневолені: прибульцями, паразитами, рослинами, мінералами, комуністами. Починається бій і Привалов повертається в реальне сьогодення.
Він заходить до Романа Ойрі-Ойрі й бачить в лабораторії мертвого папугу, що лежить в чашці. Директор інституту Янус Полуектович спалює папугу в печі, а попіл розвіює. Роман Ойра-Ойра здивований, бо раніше він знайшов у печі обгоріле зелене перо. Наступного дня папуга виявляється живим, а художник Дрозд випадково кладе папугу в чашку. Співробітників НДІЧАВО папуга коротко характеризує, хоч невідомо звідки у нього ці знання. Співробітники здогадуються, що папуга належить Янусові Полуектовичу. Ця загадкова людина ніколи не з'являється на людях опівночі, а після півночі не може пригадати, що було до неї. Крім того, Янус точно передбачає майбутнє. Зрештою вчені доходять висновку, що папуга живе у зворотньому напрямі часі. Роман пробує пояснити випадок з Тунгуським метеоритом, виходячи з цієї концепції — це був космічний корабель, пасажири якого жили з майбутнього в минуле.
Янус виявляється подвійною особою — А-Янус займався наукою, поки не втілив зворотній хід часу. У нинішньому для співробітників НДІЧАВО році він та папуга почали жити назад, і тепер кожну північ переходять з завтра в сьогодні. У подобі А-Януса він живе як всі звичайні люди, а як У-Янус — з майбутнього в минуле. При цьому обидва втілення Януса залишаються однією людиною і поєднуються в часі і просторі.
Під час обіду Привалов зустрічає У-Януса та запитує, чи можна буде зайти до нього завтра вранці. У-Янус віщує, що ні, оскільки завтра вранці Привалова викличуть в Кітежград.
Закінчується твір післямовою від імені Привалова, де він перераховує неточності описів діяльності НДІЧАВО, критикуючи авторів, які описали його пригоди.

## Фантастична образність
Ігровий, карнавальний початок, що є складовою фантастики та гротеску, відіграє в повісті дуже важливу роль, визначаючи всю структуру образів, характер твору. Насамперед це ігрове, гротескне поєднання науки, сучасної написанню повісті, і казкового чаклунства; наукового експерименту та об'єкта цього експерименту (вогнедишний дракон тощо). Ця гра значною мірою самоцінна, вона ніби є частиною змісту «Понеділка». :83

## Час дії
За розрахунками дослідників творчості Стругацьких, найімовірнішими є такі датування повісті:
- Дія першої частини починається ввечері в четвер 26 липня 1962 року і завершується вранці в суботу 28 липня 1962 року.
- Друга частина починається ввечері 31 грудня 1962 року в понеділок і закінчується вранці 1 січня 1963 року у вівторок.
- Дія третьої історії відбувається в інтервалі від ранку середи 10 квітня 1963 року до другої половини дня п'ятниці 12 квітня 1963 року, причому заднім числом згадано вівторок 9 квітня, а Янус Полуектович передбачає Привалову деякі події суботи 13 квітня.

Серед днів, коли відбувається дія повісті, немає жодної неділі.

## Походження назви
За словами Бориса Стругацького, на початку 1960-х років його знайома Н. А. Свєнціцька розіграла його, стверджуючи, що в ленінградському Будинку Книги продається нова книга Ернеста Хемінгуея «Понеділок починається в суботу». Назва, яку вона вигадала, сподобалася Стругацьким глибокою афористичністю, і згодом вони використали її для повісті.

## Радянська цензура
Редактор повісті викреслив кілька фрагментів тексту: згадку про «міністра держбезпеки» Малюту Скуратова, а також ремінісценції на гімн «Інтернаціонал» у спогадах сера громадянина Мерліна. На відміну від «Казки про Трійку», в «Понеділку…» самим авторам довелося змінити всього одне слово. В оригінальній версії є такий жартівливий двовірш:
Вот по дороге едет ЗИМ,

И им я буду задавим.

(По дорозі їде ЗІМ,

буду я ним задавленим…)
Після засудження «антипартійної групи» підприємство «ЗИМ» (Завод імені Молотова) перейменовано на «ГАЗ» (Горьковський Автозавод), і слово «ЗІМ» потрібно було замінити. Оскільки в цей же час автозавод імені Сталіна (ЗІС) перейменовано в ЗІЛ (Завод імені Лихачова), автори використали це скорочення, так що двовірш у всіх доперебудовних виданнях втратив риму:
Вот по дороге едет ЗИЛ,
И им я буду задавим.
1992 року повість видано в редакції Бориса Стругацького. У виданні усунуто згадані цензурні зміни.[джерело?]

## Значення
Повість помітно вплинула на світогляд кількох поколінь радянських читачів 1960—1980-х, неодноразово викликала гостру полеміку; фрази з неї розійшлися на цитати і дотепер широко впізнавані[джерело?].
Оскільки повість значною мірою зав'язана на реаліях соціалістичної епохи, після розпаду глобальної соціалістичної системи до 1991 року вона стала менш зрозумілою новому поколінню читачів, що викликало падіння інтересу до неї. Однак новий лад у Росії кінця XX століття, втративши позитивні риси радянської епохи, зберіг її негативні риси, і «Понеділок починається в суботу» знову виявився несподівано актуальним — як в утопічній частині (теми психології творчості, свободи наукового пошуку, спроб концептуальних наукових проривів), так і в сатиричній частині (поширення псевдонаукових концепцій і профанація наукових досягнень, бюрократизм, психологія споживацтва тощо).
Повість є єдиним твором радянської літератури, де сатирично показано поширений (особливо в роки сталінізму) тип політичного демагога — Вибігалло. Щоправда, з цензурних міркувань, він цитує не ідеологічних класиків, а французькі афоризми, але політичний наголос проявляється постійно: «позакласовий вогнедишний дракон», «відгороджує нашу науку від народу» тощо. Цей аспект автори значно посилили у продовженні повісті — «Казці про Трійку».[джерело?]

## Публікації
Першу частину повісті опубліковано 1964 року в збірці «Фантастика, 1964 рік» (Молода гвардія) під назвою «Суєта навколо дивана: Казка для науковців молодшого віку». У № 6 журналу «Искатель» того ж року опубліковано початок першого розділу другої частини.
Перше повне книжкове видання повісті вийшло 1965 року у видавництві «Дитяча література». Повість також увійшла до авторської збірки братів Стругацьких у книжковій серії «Бібліотека сучасної фантастики» (т. 7), випущеної 1966 року. Наступне перевидання повісті відбулося лише 1979 року. Починаючи від 1986 року повість почали щорічно перевидавати в центральних та регіональних видавництвах.

## Похідні праці

### Переклади
Повість «Понеділок починається в суботу» багато разів перекладено та видано за кордоном.
Перший переклад англійською мовою вийшов 1977 року в американському видавництві «DAW Books» під назвою «Monday Begins on Saturday» у перекладі Леоніда Ренена. 2005 року британське видавництво Seagull Publishing випустило (під назвою Monday starts on Saturday) новий переклад повісті, зроблений Ендрю Бромфілдом.

### Екранізації
1965 року на Ленінградському телебаченні режисер Олександр Бєлінський поставив однойменну телевиставу за повістю, яка вийшла того ж року. Телефільм, який негативно сприйняли автори та глядачі, більше в ефірі не з'являвся.
Телевізійний фільм Костянтина Бромберга «Чародії» (1982) використовує окремі мотиви та персонажів повісті «Понеділок починається в суботу», але не є її екранізацією, оскільки перший варіант сценарію, який написали Стругацькі, не задовольнив режисера, і авторам було висловлено вимогу написати самостійний твір.
В одному з випусків журналу «Уральський слідопит» опубліковано також написаний Стругацькими сценарій художнього фільму за мотивами повісті, досить близький до оригіналу, проте спроб його екранного втілення досі не було. 2013 року планувався 12-серійний фільм за повістю (продюсер Ю. Бахшієв).
Компанія «Тетерін Фільм» планувала 2016 року випустити в прокат малобюджетний (2 млн доларів на початок 2015 року) фільм із робочою назвою «ПНВС» (абревіатура від назви повісті «Понеділок починається в суботу»).[уточнити]
У фільмі «Службовий роман» 1977 року під час початкових титрів (на другій хвилині), біля парадного входу в будівлю, де містилася описувана у фільмі «Статистична установа», демонструється зокрема й вивіска «НДІ Чого» (рос. НИИ Чего), що не точно повторює, але явно відсилає до повісті.

### Ілюстрації
Повість неодноразово видавали з класичними ілюстраціями Євгена Мигунова. Для низки перевидань Мигунов робив нові ілюстрації, дещо адаптуючи та осучаснюючи образи персонажів.
Відома також зроблена для перевидання 1992 року оригінальна серія ілюстрацій Андрія Карапетяна, який також проілюстрував «Казку про Трійку».

### Продовження
- Продовженням повісті, пов'язаним з ним персонажами, стала написана Стругацькими за кілька років сатирична повість «Казка про Трійку», яку видано в переробленому та скороченому вигляді 1968 року, а в більш менш авторському варіанті — лише 1989 року.
- Ім'я Драмба, згадане в цій повісті папугою Фотоном, автори пізніше використали як ім'я робота в повісті «Хлопець із пекла».
- Прізвище Привалов зустрічається в іншому творі Стругацьких — «Країна багряних хмар» (1957).
- В антологіях проєкту «Час учнів» опубліковано дві новели інших авторів, написані з використанням образів та мотивів «Понеділка…»: «Тиждень невдач» Сергія Лук'яненка та «Орден Святого Понеділка» Миколи Ютанова[ru].

Є також «неофіційні» продовження, наприклад, оповідання Сергія Афанасьєва «Четвертий дослід Вибігали».

### Відеоігри
Фірма RootFix Entertainment за мотивами повісті випустила квест із однойменною назвою.

### Поезія
Текст пісні «Алергія» з альбому «Підступність і любов» рок-гурту «Агата Крісті» повністю взято з повісті, де його цитовано за книгою П. І. Карпова «Творчість душевнохворих та її вплив на розвиток науки, мистецтва і техніки». Невеликий фрагмент також процитовано у приспіві пісні Анни Герасимової «Трепеща и одиноко».

## Ремінісценції в повісті

### Реальні особи
Відомо, що ряд персонажів повісті засновані на реальних особах, проте Стругацькі уникали розкривати їхні імена. Наприкінці своєї творчості Борис Стругацький підтвердив у відповідях онлайн-інтерв'ю низку посилань:
- Профессор Амвросій Амбруазович Вибігалло — головним прототипом був Лисенко Трофим Денисович, другорядним — Казанцев Олександр Петрович, а також один з прибиральників у Пулковській обсерваторії;
- Янус Полуектович Невструєв — директор Пулковської обсерваторії Олександр Олександрович Михайлов;
- Федір Симеонович Ківрин — прототипом був Іван Антонович Ефремов;
- Роман Ойра-Ойра — математик Сергій Новіков[17].

## Переклади

### Англійською
- 1977 — перекладено Леонідом Рененом, видано у США із назвою «Monday Begins on Saturday».
- 2005 — переклад Ендрю Бромфілда, виданий у Великій Британії під назвою «Monday starts on Saturday». Переклад вдало передає ключові назви: «НИИ ЧаВо» — NITWiT, «ИзНаКурНож» — «Lohuchil»  The Log Hut on Chicken Legs. Тим не менш англомовному читачеві складно знайти відтінки, закладені авторами у багатьох іменах і фразах. Також у цьому перекладі місцями скорочено текст.

### Українською
- Борис та Аркадій Стругацькі. Понеділок починається в суботу: казка для наукових співробітників молодшого віку. Переклад з російської: Анатолій Саган; За загальною редакцією Бориса Щавурського. Тернопіль: Навчальна книга — Богдан. 2011. — 311 с. (серія «Горизонти фантастики»). ISBN 978-966-10-1397-0. ISBN 978-966-10-2118-0 (серія)